# ヘーマチャンドラ
ヘーマチャンドラ（हेमचन्द्र Hemacandra、1087年/1088年/1089年 - 1172年）は、ジャイナ教シュヴェーターンバラ派（白衣派）の僧侶、詩人、学者。非常に博学で、その著述範囲は当時の学問のあらゆる方面にわたっている。その知識の広さから「カリカーラサルヴァジュニャ」（Kalikālasarvajña、カリ・ユガの全知者）の称号を得た。
なお、ヘーマチャンドラという名前のジャイナ教徒の有名な著述家はもうひとりあり、区別のために本項の人物を「アーチャーリヤ・ヘーマチャンドラ」、もうひとりを「マラダーリ・ヘーマチャンドラ」と呼ぶことがある。

## 生涯
ヘーマチャンドラは今のグジャラート州アフマダーバード近郊のダンドゥーカで、ジャイナ教徒の商人の子として生まれ、デーヴァチャンドラに師事した。当時グジャラートを支配したチャウルキヤ朝のジャヤシンハ王はシヴァ派のヒンドゥー教徒だったが、学術を好み、ヘーマチャンドラを含む多数の学者を宮廷に招聘した。1143年に没したジャヤシンハの後をついだクマーラパーラ王も最初はシヴァ派だったが、ヘーマチャンドラの教化によってジャイナ教に改宗した。クマーラパーラの庇護のもとでグジャラートではジャイナ教が繁栄した。

## 著作
ヘーマチャンドラの代表的な作品に叙事詩『トリシャシュティ・シャラーカー・プルシャ・チャリタ』（triṣaṣṭi-śalākā-puruṣa-carita、「63偉人伝」）があり、ジャイナ教の24人のティールタンカラ、12人の転輪王、9人のヴァースデーヴァ、9人のバラデーヴァ、9人のヴィシュヌドヴィシャの伝説を述べる。そのほとんどは歴史上の人物ではない。10のパルヴァンから構成されるが、最終第10パルヴァンはマハーヴィーラの生涯を述べ、「マハーヴィーラ・チャリタ」の名で単独で行われる。この書の続編にあたる『パリシシュタ・パルヴァン』（pariśiṣṭa-parvan）ではマハーヴィーラの高弟や初期教団長の伝説を述べる。
『ヴィータラーガ・ストートラ』（vītarāga-stotra、「離欲者の賛歌」）はクマーラパーラ王の要請によって書かれた、マハーヴィーラをたたえる歌だが、同時にジャイナ教の基本を説明している。ほかに32頌からなるマハーヴィーラの頌歌を2つ作っている。
『ヨーガシャーストラ』（yogaśāstra）は簡潔なシュローカで書かれた教訓詩である。全12章から構成されるが、最初の4章はジャイナ教の教義を要約したもので、僧侶によって日々読誦される。それに加えられた注釈は教義全体を体系化している。残りの8章は苦行について記述されるが、全体の1⁄4を占めるに過ぎない。
- 日本語訳：ヘーマチャンドラ 著、鈴木重信 訳「瑜伽論」『耆那教聖典』世界聖典全集刊行会〈世界聖典全集 前輯 第7巻〉、1920年、1-64頁。（4章までの本文）

論理学に関する著書としては『プラマーナ・ミーマーンサー』（pramāṇa-mīmāṃsā、未完）があり、ニヤーヤ学派の『ニヤーヤ・スートラ』や仏教論理学者のダルマキールティを多く引用する。
ヘーマチャンドラは文法学者としても知られ、『シッダ・ヘーマ・シャブダーヌシャーサナ』（siddha-hema-śabdānuśāsana）という全8部（各部は4章からなる）・約4500頌からなる大部の文法書を著した。その第1部から第7部まではサンスクリット文法で、最終第8部はプラークリット（マーハーラーシュトリー、マーガディー、パイシャーチー、シャウラセーニー）の記述にあてられている。ヘーマチャンドラはサンスクリットの形をもとにしてそれに変形を加える方法でプラークリット文法を記述している。また、第8部第4章の一部でアパブランシャについても記述する。
『アビダーナ・チンターマニ』（Abhidhānacintāmaṇi）などの語彙集も編纂した。

### フィボナッチ数に関する記述
ヘーマチャンドラは韻律学の著書『チャンドーヌシャーサナ』（chandonuśāsana、1150年ごろ）においてインド古典詩の韻律の音節とモーラの関係について考えた。インド古典詩では音節は短（1モーラ）または長（2モーラ）のいずれかである。したがって、2モーラなら「長」か「短短」の2通り、3モーラなら「長短、短長、短短短」の3通り、4モーラなら「長長、長短短、短短長、短長短、短短短短」の5通りの組み合わせが可能になる。ヘーマチャンドラはこの問題を一般化して、nモーラのありうる音節の組み合わせの数はn-1モーラの場合とn-2モーラの場合の和であることを明らかにした（nモーラの最終音節は短か長のいずれかであり、短ならば残りはn-1モーラ、長なら残りはn-2モーラになる）。これはレオナルド・フィボナッチよりも早くフィボナッチ数について記述した例になっている。インドではヘーマチャンドラより早くヴィラハーンカ（6-8世紀ごろ）やゴーパーラもやはり音節の組み合わせがフィボナッチ数に従うことを述べている。